# Yaneth Cajahuanca
Yaneth Cajahuanca Rosales (Huánuco, Perú, 4 de febrero de 1971) es una ingeniera zootecnista y política peruana. Integrante del Partido Nacionalista Peruano. Fue congresista de la República representando al departamento de Huánuco durante el periodo parlamentario 2006-2011.

## Biografía
Nació en Huánuco el 4 de febrero de 1971. Cursó estudios superiores de Ingeniería Zootecnista en la Universidad Nacional Agraria de la Selva en Tingo Maria y los concluyó en 1995. También realizó estudios de Posgrado en Gestión ambiental.

## Vida Política
Su primera participación política se dio en las elecciones generales del 2006 en las que fue elegida Congresista por Huánuco por el partido Unión por el Perú.  
Durante su gestión como congresista participó en la formulación de 270 proyectos de Ley de las que 48 fueron aprobadas como ley de la república, entre ellas leyes a favor de los derechos de las personas discapacitadas.
Posteriormente, se presentó en las elecciones regionales de 2018 como candidata del "Movimiento Político Hechos y no Palabras" a la gobernaduría regional de Huánuco sin éxito.

## Controversias
Durante su periodo como congresista de la República, Cajahuanca ha tenido diversos escándalos y polémicas que han sido objeto de detalles.
Son los siguientes:
- Su estreno en la política se produjo poco antes de asumir la función parlamentaria, el 27 de junio de 2006, cuando con otros legisladores de la entonces bancada de UPP-PNP buscaron impedir, con actos de violencia, la aprobación del TLC con Estados Unidos.

- El 25 de julio de 2006, durante la juramentación de los Congresistas de la República del Perú, Cajahuanca juró : Por Dios, por la Patria, por los cocaleros y contra los que traicionaron la voluntad del pueblo, en clara alusión a Carlos Torres Caro que en ese momento era el presidente de la Junta Preparatoria. Eso se debe a que Torres Caro se había desligado de UPP y el Partido Nacionalista Peruano por discrepancias con Ollanta Humala.En consecuencia Torres Caro lo invalidó y Cajahuanca tuvo que volver a jurar.

- Cajahuanca inició sus funciones como parlamentaria manteniendo la titularidad de su empresa Representaciones YACAR EIRL, dedicada a la compra y venta de artículos y productos del ramo automotriz, repuestos de autopartes, combustible y lubricantes que tuvo contratos con el Estado.

- A los pocos meses de iniciar su gestión se le denunció por la contratación irregular de su pareja sentimental William Pérez Meléndez como asesor de su despacho. Pérez se encontraba inhabilitado para trabajar en el Estado.

- Poco antes de la  masacre de Bagua, el 5 de junio de 2009, un video difundido por programas periodísticos demostró que Cajahuanca, junto con otros congresistas del Partido Nacionalista Peruano, habían incitado a los nativos de la zona a realizar la insurgencia en contra del gobierno, a la vez que intentaron desconocer la autoridad del presidente Alan García.[6]

- A raíz de los hechos de Bagua y durante una sesión en donde se aprobó la suspensión de los decretos que tenían que ver con el fondo del conflicto, Cajahuanca, junto con su bancada, protestaron en el centro del hemiciclo ya que no estaban de acuerdo con la suspensión, sino con la derogatoria total de los decretos cuestionados por los nativos. Los legisladores permanecieron toda la noche en el hemiciclo en señal de protesta hasta la mañana del día siguiente cuando concurrieron a una marcha en apoyo a los nativos. A consecuencia de este suceso, Cajahuanca y seis congresistas del Partido Nacionalista Peruano fueron suspendidos 120 días de su función parlamentaria.

- El 23 de marzo de 2010, durante una sesión en donde se realizó la interpelación al entonces ministro de Educación y presidente de Consejo de Ministros José Antonio Chang. Cajahuanca le calificó a este último como corrupto y de mantener al pueblo como ignorante por el motivo de dos millones de libros que presentaban fallas ortográficas. Tras ello dijo que la lingüista no sabía nada del problema, en alusión a Martha Hildebrandt. Esta última le respondió que había revisado los libros para subsanar los errores y que esta labor la había hecho en silencio y no "cacareando" en alusión a las altisonantes declaraciones de Cajahuanca.

- El 13 de enero de 2011, un diario nacional reveló que Cajahuanca incluyó en la planilla congresal a tres empleados que nunca acudían a su despacho, dos de ellos que supuestamente trabajaban en Tingo María y un tercero que era miembro del Partido Nacionalista Peruano. Ante ello Cajahuanca intentó defenderse explicando que esta denuncia solo fue revelada para perjudicar la candidatura de Ollanta Humala. Sin embargo este último la suspendió temporalmente del partido hasta que se culminen con las investigaciones del caso. Este hecho tuvo como consecuencia que Cajahuanca no postule a la reelección.[7][8]

- Cajahuanca dio unas polémicas declaraciones acerca de la forma en que Humala está realizando su campaña para la presidencia del Perú. Refirió que al moderar su discurso, Humala estaría empezando a ver de forma aprobatoria los acuerdos con los Estados Unidos, cuando siempre se destacó por oponerse a ellos. Aseguró que su discurso ya no es propio de los principios de su partido. Cajahuanca terminaría estas declaraciones diciendo que no sabe si va continuar en el Partido Nacionalista Peruano al terminar la actual legislatura.